# Konoe Masaie
Konoe Masaie est un nom japonais traditionnel ; le nom de famille (ou le nom d'école), Konoe Masaie, précède donc le prénom (ou le nom d'artiste).
Konoe Masaie (近衛 政家) (1444 - 20 juillet 1505), fils du régent Konoe Fusatsugu, est un noble de cour japonais (kugyō) de l'époque de Muromachi (1336–1573). Il exerce la fonction de régent Kampaku de 1479 à 1483 pour l'empereur Go-Tsuchimikado.

## Biographie
Konoe Masaie est le deuxième fils de l'architecte de cour Konoe Fusatsugu. Sa carrière de courtisan commence avec son élévation au troisième rang de couren 1463. L'année suivante il est nommé chūnagon (権中納言 (), conseiller extraordinaire du Cabinet. Il est appelé l'année suivante au poste de Naidaijin et encore l'année suivante à celui d' Udaijin (右大臣, c'est-à-dire « ministre de droite ». Trois ans plus tard et avec son élévation au poste de Sadaijin (« ministre de gauche »), intervient en 1479 sa nomination à la fonction de régent kampaku à laquelle est attachée le premier rang de cour. Il continue ainsi la tradition familiale héréditaire : tant son père que son fils, Konoe Hisamichi (近衛 尚通) exercent cette fonction. Après avoir été régent, il occupe le poste de Daijō-daijin (« Premier ministre ») de 1488 à 1490.

## Œuvres
Son journal Gohōkōin Masaie-ki dans lequel se manifeste clairement son arrogance de classe, couvre la période 1466–1505. Pour décrire le rituel bouddhiste Sento Gohako, il utilise le 10 octobre 1465 (Kanshō 6/9/20) le dos du journal Inokuma Kampaku-ki (= Guchu-reki) de son ancêtre, ce qui lui a sans doute permis de nous parvenir. Son livre de compte est également conservé qui permet de comprendre les circonstances de la reconstruction de la résidence familiale détruite par un incendie en 1468. La construction d'un luxueux établissement de bains chauffés en 1489 coûte près des 2/3 du reste de la résidence. On ne sait pas vraiment si lui et son fils ont effectivement participé en 1500 à la rédaction des huit célèbres poèmes Ōmi Hakkei　(近江八景 () qui décrivent la beauté du lac Biwa.

## Source de la traduction
- (de) Cet article est partiellement ou en totalité issu de l’article de Wikipédia en allemand intitulé « Konoe Masaie » (voir la liste des auteurs).